# Aphytis costalimai
Aphytis costalimai är en stekelart som först beskrevs av Gomes 1942.  Aphytis costalimai ingår i släktet Aphytis och familjen växtlussteklar. Inga underarter finns listade i Catalogue of Life.